# Písně harfeníků

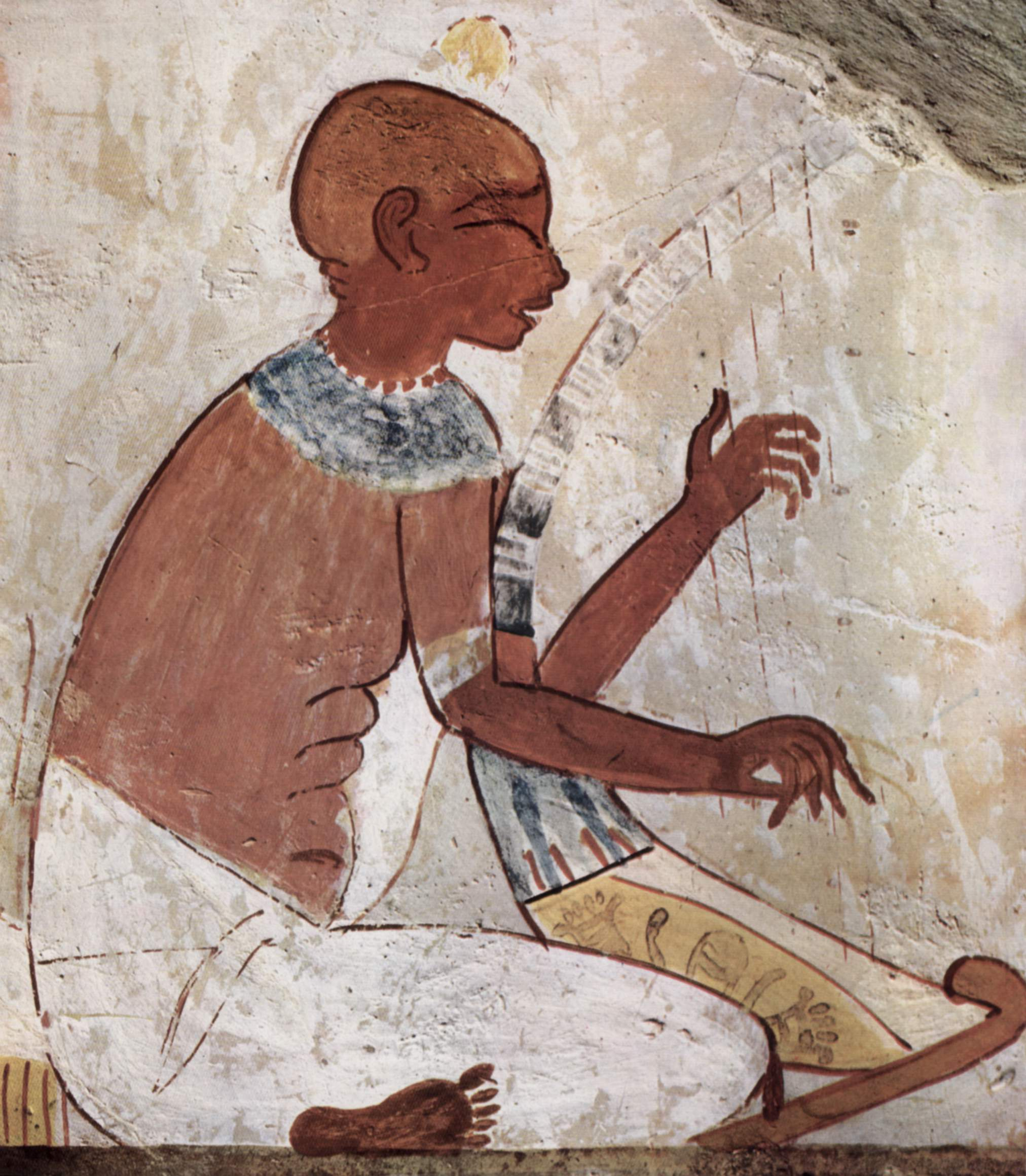
Slepý harfeník

Písně harfeníků (někdy též uváděny jako písně hodokvasů) je moderní, v egyptologii užívané označení staroegyptského literárního žánru, součásti širšího proudu tzv. pesimistické literatury. Jsou známy především ze stěn hrobek, kde je doprovází vyobrazení harfeníka (odtud odvozen název). Předpokládá se, že skladby tohoto literárního okruhu, truchlící nad krátkostí a pomíjivostí života a nabádající proto k radostnému užívání všeho, co skýtá, byly zpívány při hostinách, zádušních slavnostech a každoročně se opakujících svátcích na vesetské nekropoli.

## Časové zařazení
Nejstarší doposud známý doklad skladby tohoto žánru je zaznamenán na Harrisově papyru z doby 19. dynastie (kolem roku 1300 př. n. l.), název skladby však uvádí, že je přepisem textu z hrobky jednoho z panovníků rané 11. dynastie. Časové zařazení textu je proto nejisté: vyjadřuje sice postoje, které jsou v náznacích přítomny už ve starší egyptské literatuře, například v naučení vezíra Ptahhotepa z doby 5. dynastie, na druhou stranu Egypťané s oblibou posouvali dobu vzniku literárních textů do minulosti, aby jim dodali větší vážnosti.
Žánr byl oblíben obzvláště v 19. a 20. dynastii, hojné množství dokladů pochází také z řecko-římské doby. Český egyptolog Zbyněk Žába se proto domníval, že latinské básnické rčení carpe diem je odvozeno právě z egyptské literární tradice.

## Obsah skladeb
Ohromný význam této památky v dějinách lidského myšlení spočívá v tom, že zde poprvé zcela otevřeně a s nesmírnou logickou silou zazněla výzva: místo toho, abychom počítali se životem na onom světě, je třeba starat se o své věci na zemi. Texty písní obecně vyzývají posluchače, aby si užívali radostí pozemského života, protože existence života posmrtného je nejistá. To lze interpretovat dvěma rozdílnými způsoby: buď jako odmítnutí tradičních náboženských představ o posmrtném životě vůbec, nebo jen jako připomenutí živým, že o posmrtném životě nemohou s určitostí nic vědět, a proto se tím nemají jako neřešitelnou otázkou trápit a svou mysl mají zaměřit raději na jistotu života pozemského už proto, že jejich čas jednou stejně přijde.
Většina badatelů ovšem považuje za správnější interpretaci první a zdá se, že tak Písně harfeníků chápali i Egypťané samotní. Lze to dovodit ze skladby v hrobce Neferhotepa z doby panovníka Haremheba, v níž je řada ohlasů na skladby tohoto druhu. Zde jsou Písně harfeníků hodnoceny takto: „Slyšel jsem ony písně, jež jsou v hrobkách starých, co říkají s chválou života na zemi, znevažujíce zemi zemřelých. Proč to dělají zemi věčnosti?“

## Ukázka textu
Ukázka textu:
| „ | Tam odtud k nám se nikdo nevrací, nikdo nám nevypoví, ach, jak žijí tam a po čem touží, nikdo nás neuklidní dřív, než i my odejdeme tam, kam všichni odcházejí… Proto se raduj, zažeň pomyšlení, sám jednou že se staneš duchem zářícím, užívej radosti, dokud jsi tady… K radostem, které máš, jen přidávej, a kdyby se zmenšila touha po nich, oddej se krásám ještě krásnějším! | “ |